# NGC 2371
NGC 2371 es una nebulosa planetaria en la constelación de Géminis. Tiene doble entrada en el Nuevo Catálogo General, por lo que lo tanto NGC 2371 como NGC 2372 se refieren a ella. También recibe el nombre de nebulosa Gemini. Dado su diámetro de sólo 0,9 arcmin, para su observación es recomendable un telescopio con más de 100 aumentos. Fue descubierta en 1785 por William Herschel e identificada como una nebulosa por Don Pease en 1917.
Su aspecto es el de un disco irregular con una distribución de brillo desigual, envuelto en un halo de nebulosidad mayor y más tenue. Tiene una clara apariencia bipolar. La magnitud aparente de la estrella central es 14,8. 